# Sára Nová
Sára Nová (* 25. července 1984 Hustopeče) je česká zpěvačka, kytaristka a autorka optimistických písní.

## Kariéra
Původně rocková, lehce punková až metalová zpěvačka pohazující dlouhými vlasy na pódiích nejen se svou hudební tvorbou. Dnes samostatně vystupující zpěvačka s kytarou předávající pohodu, klid a víru v lepší zítřky ve svých textech.
Po téměř patnácti letech zpěvu v rozdílných kapelách se rozhodla věnovat veškerou energii sólové tvorbě.
Spolupracovala s Nahrávacím studiem George Lukase v Brně na singlu a prvním videoklipu Květ barvy srdce. Singl byl umístěn i v hitparádě rádia Bonton.
Hře na kytaru se věnovala od února 2017 u Mgr. Evy Matuškové (Libichové), Dis., která ji připravovala tři měsíce na první vystoupení s kytarou. Od té doby získávala zkušenosti na pravidelných koncertech a koncem října 2017 poprvé natáčela ve studiu George Lukase v Brně svůj autorský repertoár i s kytarou.
První vlaštovka z alba Jsi to ty byla vypuštěna koncem června 2018 ve formě videoklipu k písni Změna a v září se konal křest kompletního alba.
Ve své tvorbě písní se autorka zaměňuje na optimismus. Význam textů občas halí do jinotajů, jako například v textu písně „Bublina" značí bublinami lidi, kteří by měli stát při sobě . Květem barvy srdce v prvním singlu pak sílu lásky a víry, šířící se mezi lidmi.

## Diskografie

### Hudební album

#### Jsi to ty
(Datum vydání: 2018, vydavatelství: Prodejhudbu.cz)
1. Andělská křídla
2. Bublina
3. Ráno
4. Změna
5. Vidím
6. Světlo
7. Jsi to ty
8. Láska bez podmínek
9. Odpouštím
10. Kdo jsi
11. Letí
12. Restart

### Singl
- Květ barvy srdce (2014)